# Ivo Lapenna
Ivo Lapenna (Split, 5 de novembre de 1909 - Copenhaguen, 15 de desembre de 1987) va ser un esperantista i jurista d'origen iugoslau i nacionalitat britànica.

## Biografia
Lapenna va néixer a la ciutat de Split, a Croàcia, pertanyent aleshores a l'Imperi Austrohongarès. El 1933 es va graduar en Dret a Zagreb. Durant la Segona Guerra Mundial va escapar de Zagreb i va participar amb un nom fals a la resistència contra el règim dels ustaixis. Després de la guerra es va convertir en professor universitari a Zagreb. També va participar en les negociacions del Tractat de París en qualitat d'expert en dret internacional, a la delegació de Iugoslàvia. Va abandonar Iugoslàvia el 1949, i es va traslladar primer a París i el 1951 a Gran Bretanya. El 1962 es va convertir en ciutadà britànic. A més de professor de dret internacional, Lapenna va ser un dels principals dirigents del moviment esperantista del segle xx, i va influir molt destacadament en l'estratègia de l'Associació Universal d'Esperanto, de la qual va ser president durant molts anys.
La seva primera dona va ser Emilija Lapenna, la segona Ljuba Lapenna, la tercera Birthe Lapenna (des de 1986). Ivo Lapenna no va tenir fills.

## Activitat esperantista
Lapenna va aprendre esperanto el 1928. Des de 1937 va ser membre del comitè de l'Associació Universal d'Esperanto (UEA), representant Iugoslàvia. Durant el Congrés Mundial d'Esperanto el 1938 es va convertir en director de la Internacia Esperanto-Ligo com a successor de l'austríac Hugo Steiner. Lapenna va participar en la fusió de la Internacia Esperanto-Lligo i la UEA, on immediatament es va unir a la junta de govern (on va romandre fins al 1974). De 1955 a 1964 va ser Secretari General, un càrrec nou creat per a ell. El 1964 es va convertir en president d'UEA.
Lapenna va impulsar el treball davant els organismes internacionals, i a ell es deu en gran part l'èxit de la resolució de la UNESCO el 1954 favorable a l'esperanto, així com el nou Estatut de 1955 i la creació del CED, un centre de recerca sobre els problemes de la comunicació internacional que va fundar el 1952. També va promoure una campanya per promoure l'esperanto a l'ONU, sense aconseguir-hi resultats concrets.
El 1974, al congrés d'Hamburg, Lapenna no va ser reelegit com a president, i el govern d'UEA va passar a una generació més jove, amb el nord-americà Humphrey Tonkin com a president. Lapenna va denunciar els fets com una espècie de "cop d'estat comunista", considerant que l'Associació havia perdut la seva neutralitat. El 1976 Lapenna va fundar l'associació NEM (Neŭtrala Esperanto-Movado), un intent d'alternativa a la UEA, que va reunir els seus partidaris, però amb un èxit modest, i que no va sobreviure a la mort de Lapenna.
Lapenna va influir molt en l'estratègia i també en la pràctica del moviment esperantista. Essent un notable orador, els seus discursos són àdhuc avui presos com a exemple d'expressió oral en esperanto.

## Obres
- Retoriko (1950 i edicions posteriors), sobre retòrica.
- Faktoj pri la Internacia Lingvo (1952), fets sobre la llengua internacional.
- Principaro de Frostavallen (1956), directrius per a la comunicació.
- Esperanto en perspektivo (1974), escrit amb Ulrich Lins (història) i Tazio Carlevaro (literatura).
- Hamburg en retrospektivo (1975/1977), sobre la seva interpretació de la seva substitució al capdavant d'UEA.
- Història de la diplomàcia (1949), en croata.
- State and Law: Soviet and Yugoslav Theory (1964).
- Soviet Penal Policy. A Background Book (1968).